# Carina Wagenaar
Carina Wagenaar (Alkmaar, 8 april 1969) is een Nederlandse kunstenares die woont en werkt in Beuningen. Haar werk wordt gekenmerkt door levensgrote medaillon kunstwerken waarin symboliek en het gebruik van moderne materialen wordt gecombineerd tot nieuwe werelden en verhalen, als een moderne allegorie. Het gebruik van allerlei bekende en minder bekende objecten dienen als grondstof voor deze werken.

## Biografie
Carina Wagenaar, geboren met de achternaam Opdam, groeide in Alkmaar op met de kunst van haar grootvader en kunstschilder Hendrik Pieterse om haar heen. Na haar opleiding aan de AHK, tussen 1988-1992 in Amsterdam, in textiele vormgeving en kunstgeschiedenis ging zij werken voor kledingmerk Oilily en Bad Boys. De voorliefde voor de combinatie van kunst, mode en design werd door deze periode gevormd. De medaillon kunstwerken ontstonden na 2014 waarin zij op zoek ging naar een eigen vorm waarin meerdere interessegebieden konden samenvallen.
In 2015 werd zij door het Van Gogh Museum in Amsterdam genomineerd voor haar werk ‘Letters to Theo’ geïnspireerd op het schilderij ‘de Slaapkamer’, van Vincent van Gogh. In 2016 exposeerde zij haar werk tijdens de week van de Salone del Mobile in Milaan. Daarna volgden dat jaar New York, Parijs en Londen - bij Paul Smith - en de jaren erna Florence, Milaan, Dubai en op vele plaatsen in Nederland en in Antwerpen, België.
In 2020 viel haar werk in de prijzen en werd zij door Build Architecture Awards benoemd tot ‘Most Innovative Object D'Art Interior Decor Artist 2020’. Het is de ambitie van Build Architecture Awards om de werken van 's werelds meest innovatieve, fantasierijke en toegewijde ontwerpers en architecten te erkennen en te belonen.

## Aard van het werk
Kenmerkend voor Wagenaars werk zijn de grote medaillons en wandjuwelen met een 3 dimensionale verhaal, vaak achter half bol acrylglas. Deze moderne cameeën ontstaan door gebruik te maken van bestaande objecten. Op deze manier creëert Wagenaar kunstobjecten van hergebruikte materialen. Met hergebruik van materialen geeft zij gebruikte items nieuwe waarde en speelt in op een duurzame en circulaire toekomst. De kunstwerken vertellen ieder een verhaal: dit kunnen historische verhalen zijn in de vorm van moderne sprookjes of actuele maatschappelijk verhalen. Soms autobiografisch en soms fictief.

## Collecties
Wagenaars werk is gegroepeerd in thematische series. Zo zijn er series gebaseerd op menselijke processen, op wandjuwelen, een kaartspel en op geschiedenis. Het thema geschiedenis is iets wat Wagenaar vaker verwerkt in haar werk. Oude wijsheden uit Egypte, en historische verhalen vanuit de vorige eeuwen van de Europese geschiedenis. Tijdens de lockdown van de COVID-19-periode 2020/2021 ontstond er een serie met delfts blauwe uitstraling.

## Tentoonstellingen (selectie)
Sinds haar werk in Milaan werd gezien is haar werk tentoongesteld in vele andere landen en steden, waaronder New York, Parijs, Londen, Florence, Dubai, Antwerpen.
Enkele tentoonstellingen:
- 2021- Captured, Think Jazzy Gallery, Antwerpen, België
- 2020- Van Loon Galleries, Vught, Nederland
- 2019- Royal & etalage Bijenkorf,[2] Masterly The Hague, Den Haag, Nederland
- 2019- Screenproject, Saatchi Gallery, Londen, Engeland
- 2019- Masterly The Dutch in Milano, Milaan, Italië
- 2018- Hollandse meesters anno 2018, Masterly The Hague, Den Haag
- 2018- In Bloom, Market Art & Design Hamptons, New York, USA
- 2018- Ventura Dubai- Index Design Series, Dubai, Verenigde Emiraten
- 2017- Von Hessenbeck Gallery, Florence, Italië
- 2017- Masterly The Dutch in Milano, Milaan, Italië
- 2017- Escape, Kazerne, Eindhoven
- 2016- Paul Smith, Londen, Engeland
- 2016- House of Games, Nelly Rody, M&O, Parijs, Frankrijk
- 2016- Ventura New York The Dutch Edition, New York, USA
- 2016- Ventura Lambrate, Salone del Mobile, Milaan, Italië

## Prijzen en erkenningen
In 2020 werd zij verkozen tot ‘Most Innovative Object D’Art Interior Decor Artist 2020’ door Build Architecture Awards.

## Galerij van werken

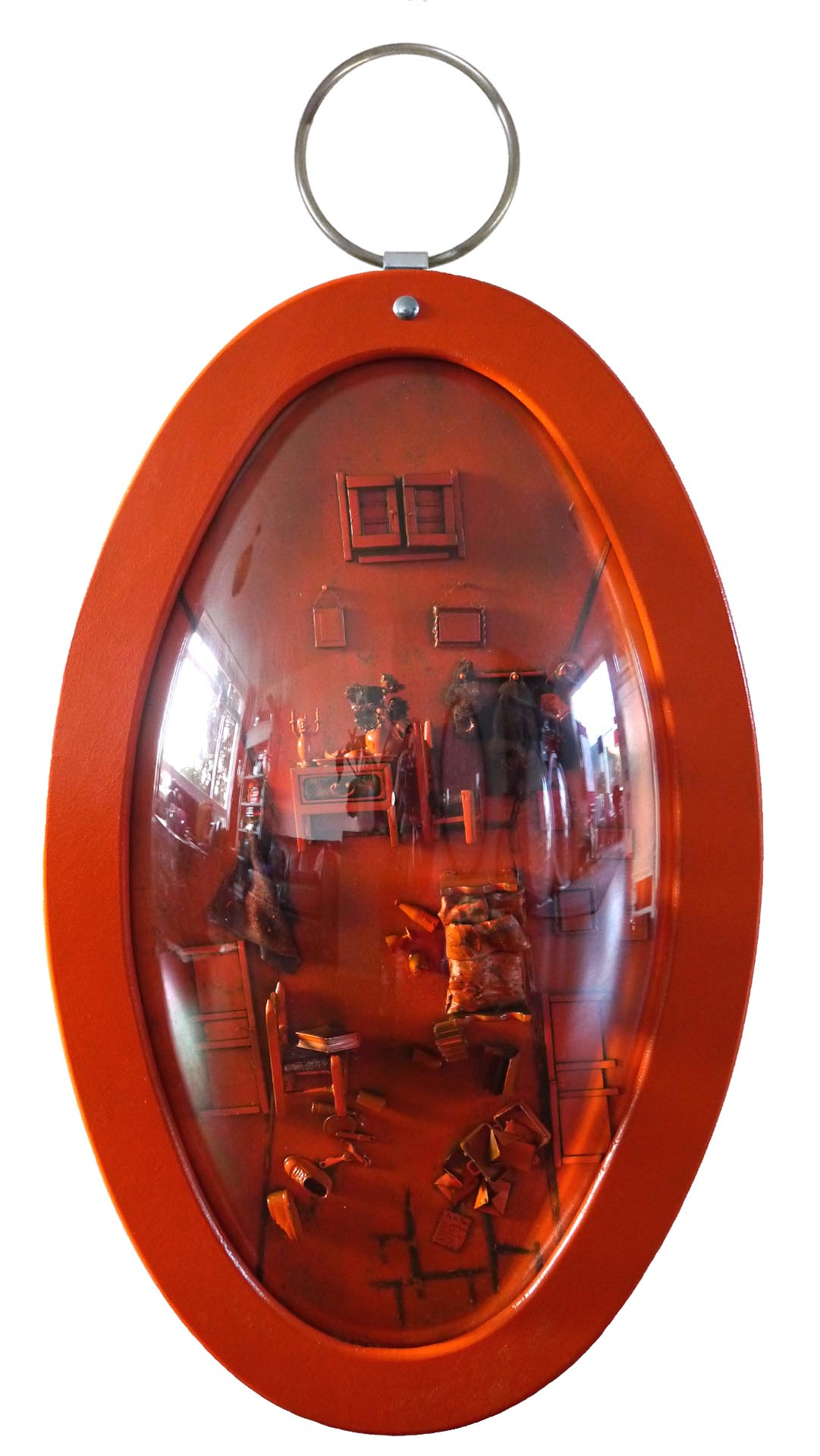
XL medaillon 'Letters to Theo', 2015
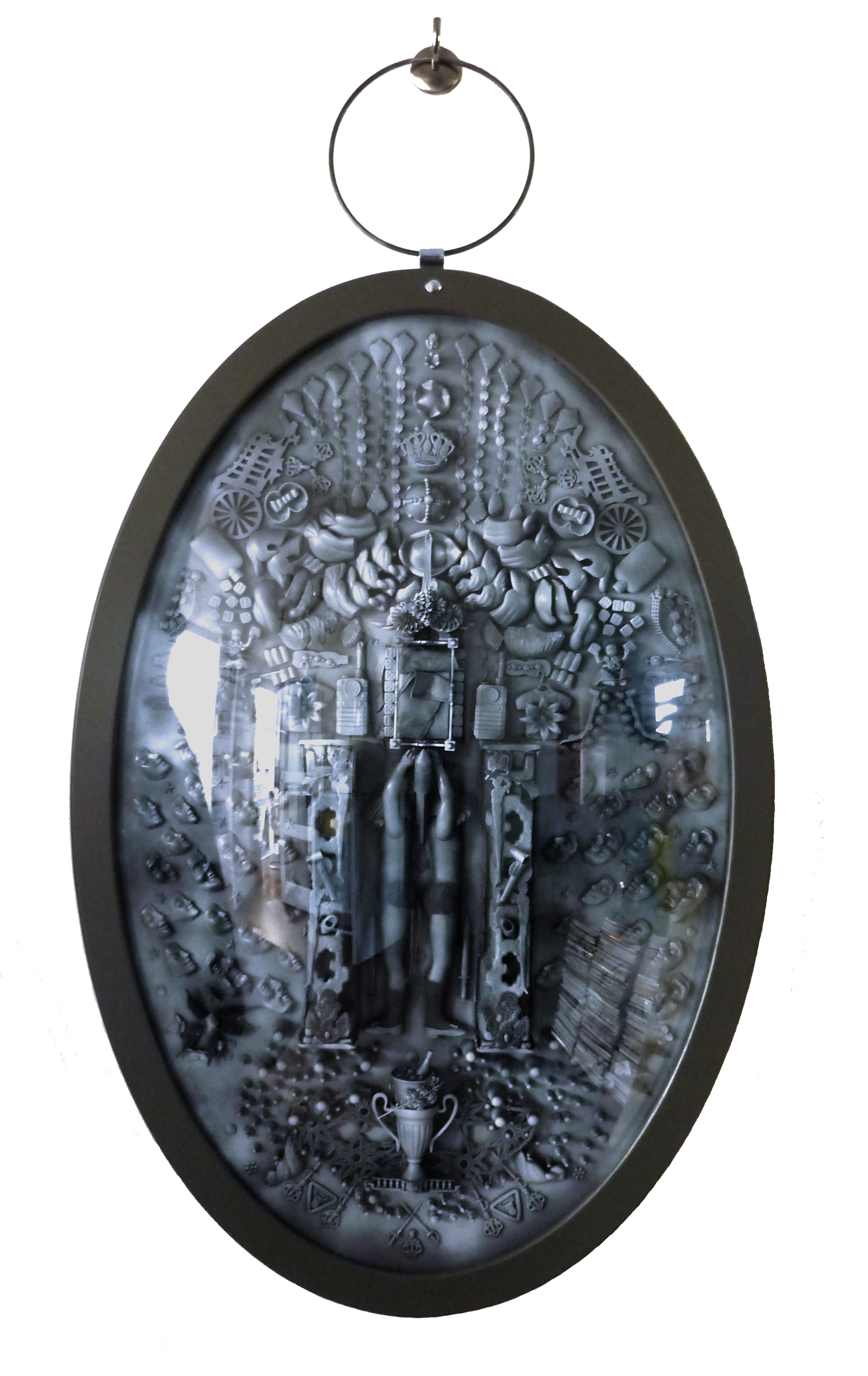
XXL Medaillon 'Arise', 2015
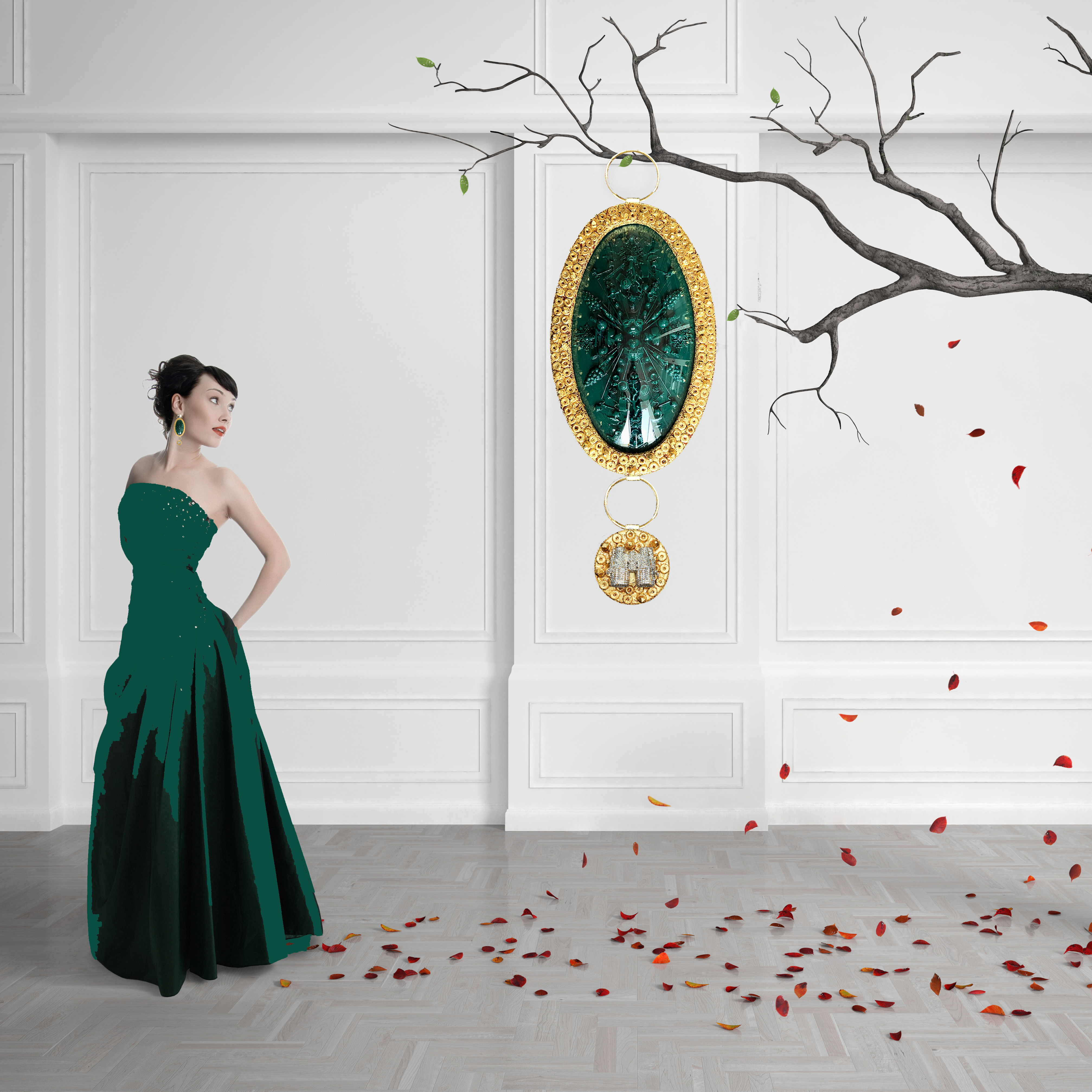
XL walljewel 'Reinvent Yourself', 2021
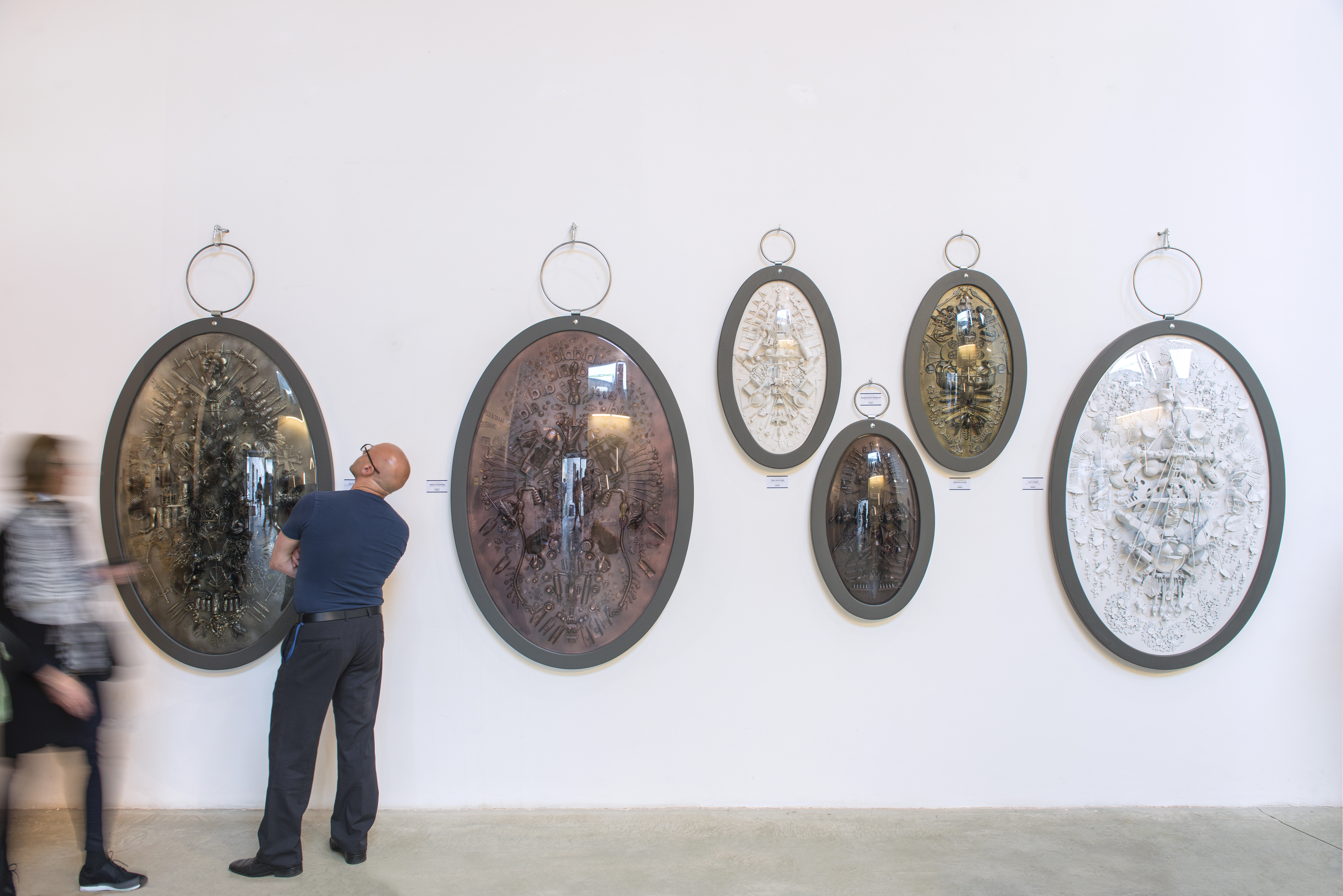
Presentatie werken Carina Wagenaar, Milaan 2016
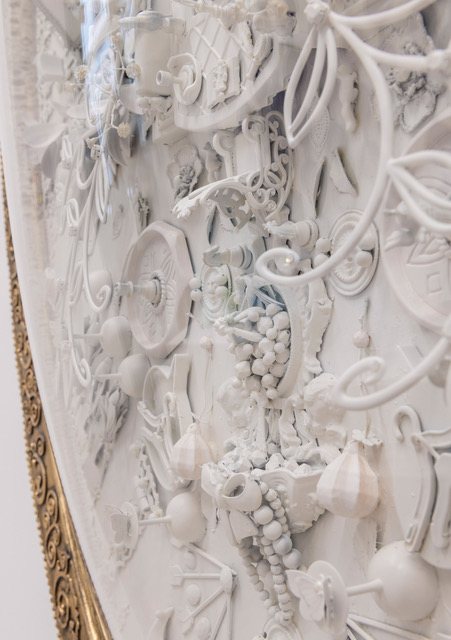
Detail XXL medaillon Elisabeth Stuart, 2019
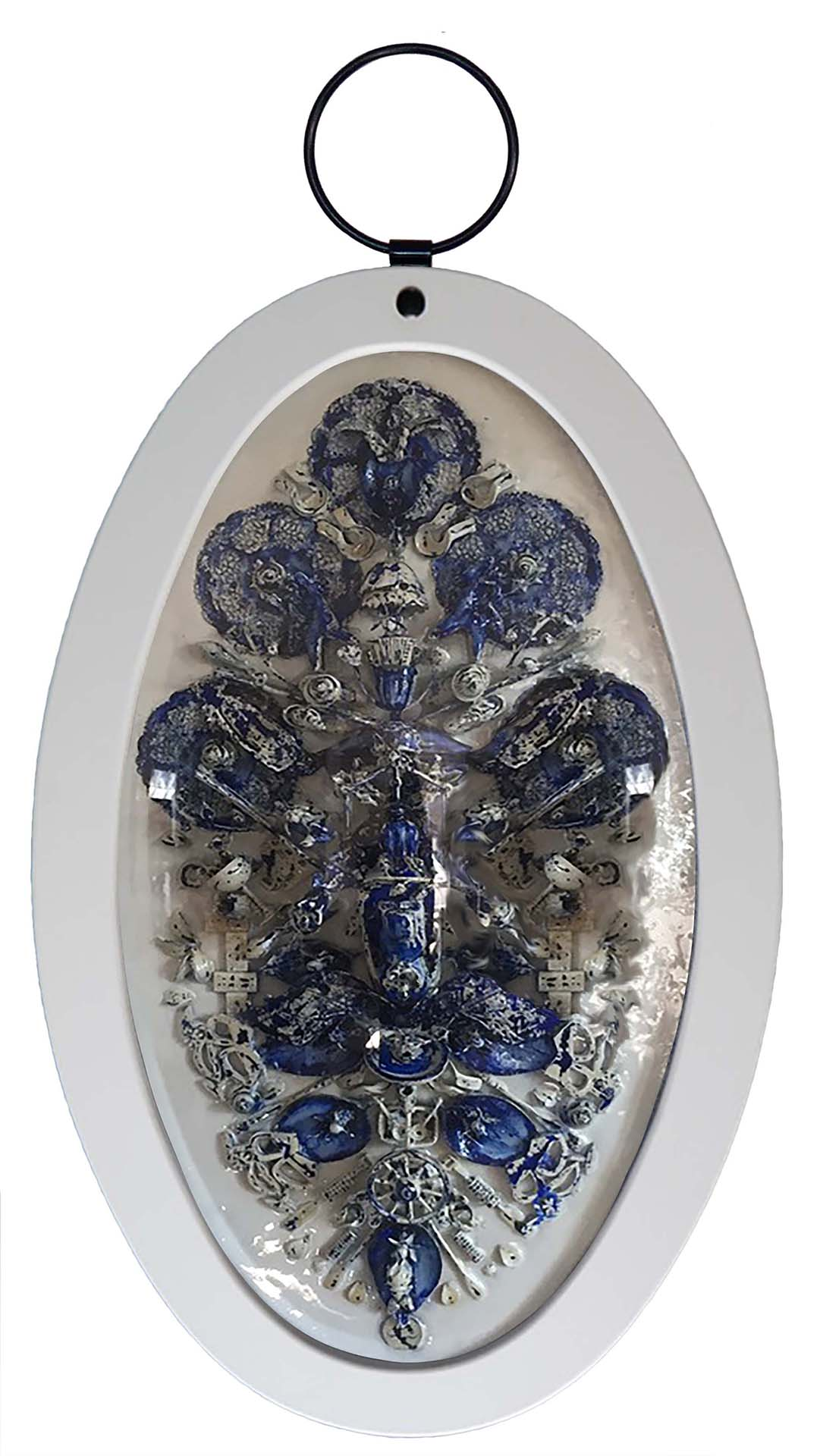
XL medaillon 'Dutch Playground', 2020
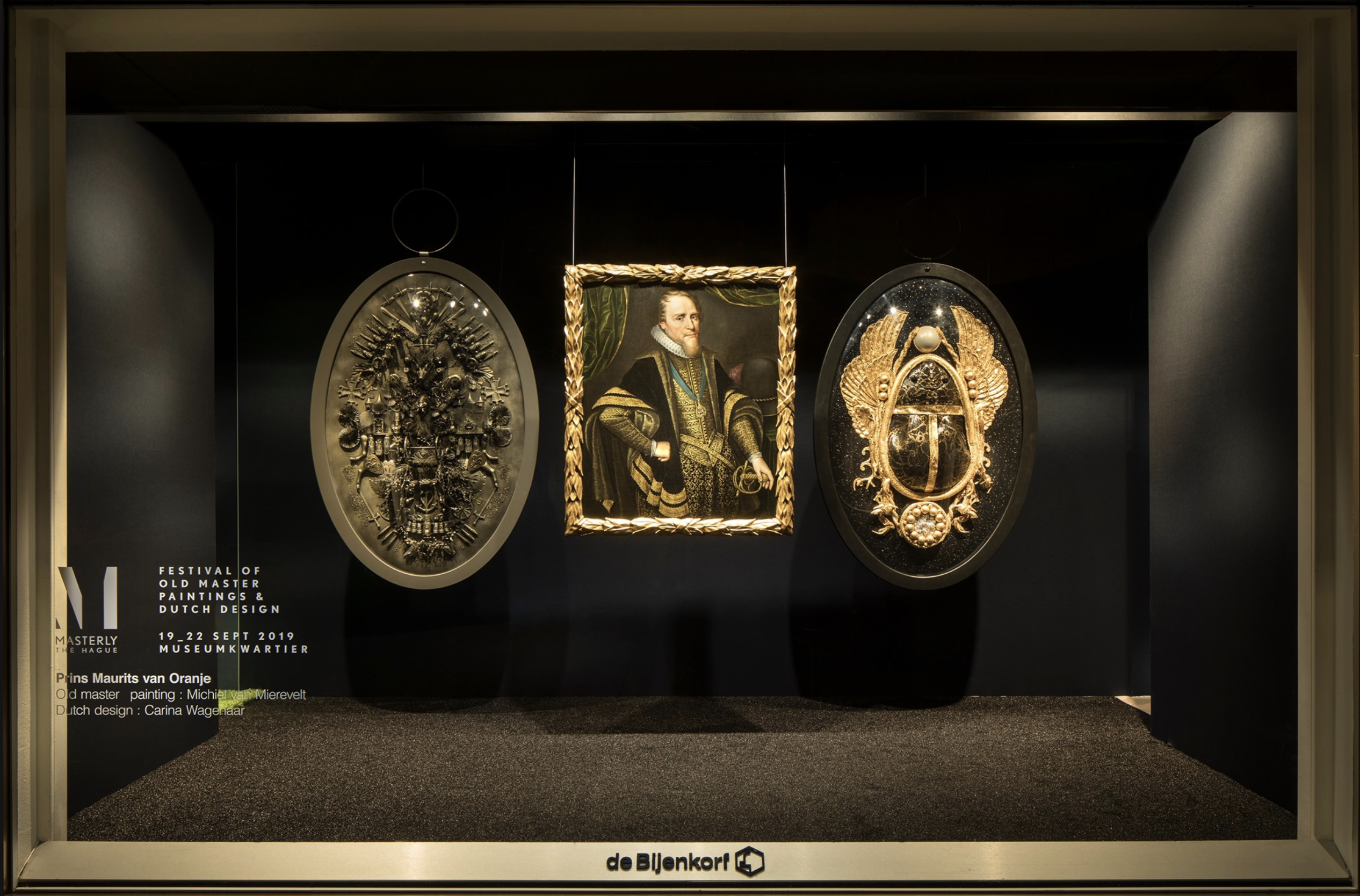
Bijenkorf Etalage Carina Wagenaar, 2019
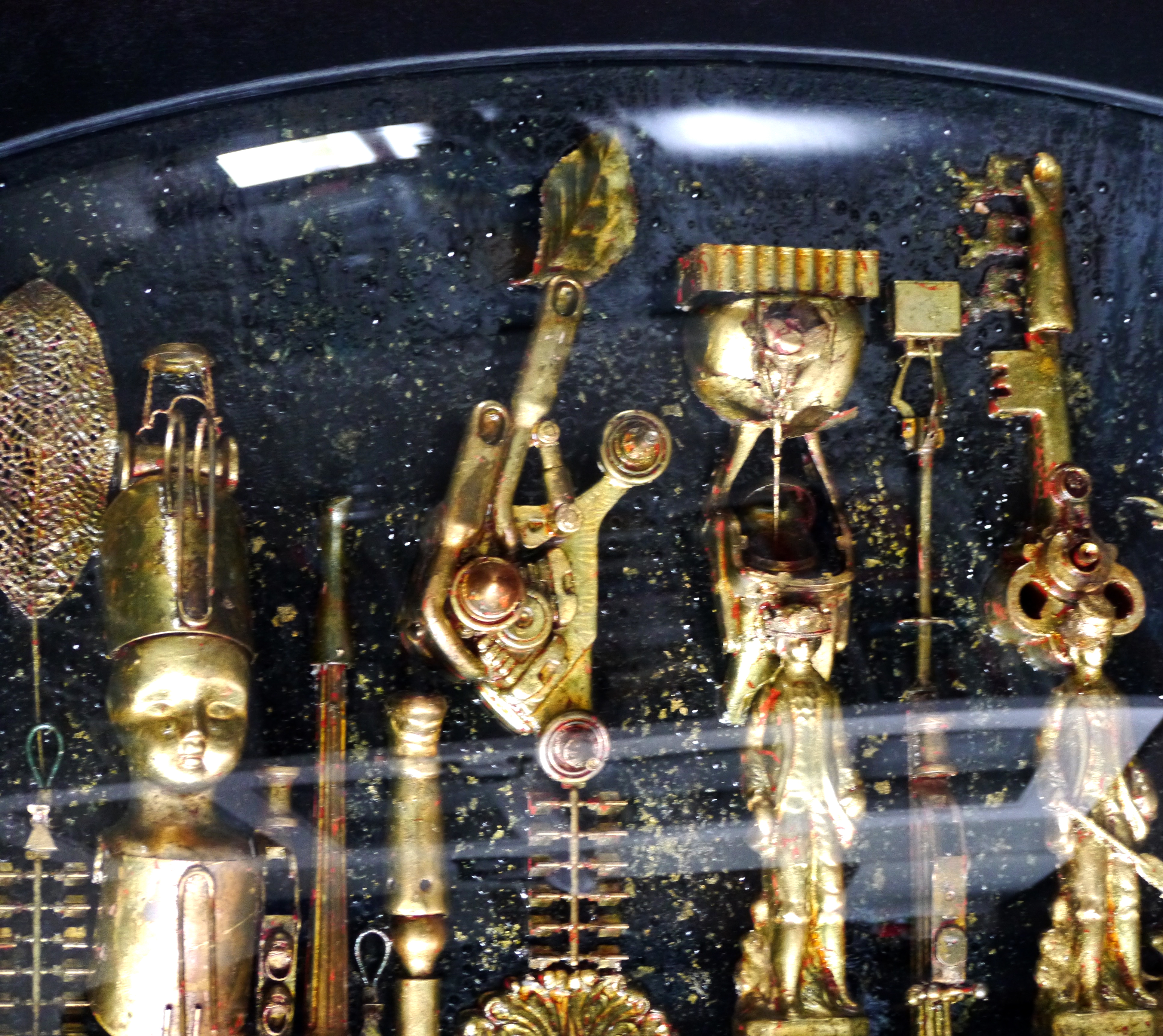
Detail XXL Medaillon 'Osiris', 2018